# Bentonville
Bentonville é uma cidade localizada no estado americano de Arkansas, no Condado de Benton.
A cidade abriga a sede da rede de supermercados Wal-Mart que mantém filiais em vários países do mundo, inclusive no Brasil.

## Demografia
Segundo o censo americano de 2000, a sua população era de 19.730 habitantes. 
Em 2006, foi estimada uma população de 32.049, um aumento de 12319 (62.4%).

## Geografia
De acordo com o United States Census Bureau tem uma área de 55,0 km², dos quais 55,0 km² cobertos por terra e 0,0 km² cobertos por água.

## Localidades na vizinhança
O diagrama seguinte representa as localidades num raio de 16 km ao redor de Bentonville. 